# Phaudopsis igneola
Phaudopsis igneola is een vlinder uit de familie Phaudidae. De wetenschappelijke naam van de soort is voor het eerst geldig gepubliceerd in 1900 door George Francis Hampson.